# Calvarrasa de Arriba
Calvarrasa de Arriba es un municipio y localidad española de la provincia de Salamanca, en la comunidad autónoma de Castilla y León. Se integra dentro de la comarca del Campo de Salamanca (Campo Charro). Pertenece al partido judicial de Salamanca.
Su término municipal está formado por un solo núcleo de población, ocupa una superficie total de 25,73 km² y según los datos demográficos recogidos en el padrón municipal elaborado por el INE en el año 2017, cuenta con una población de 603 habitantes.

## Etimología
El término Calvarrasa de Arriba procede del nombre dado por los reyes de Léon, "Calvarrasa de Genescal". Evolucionó hasta hoy en día. Su nombre está formado por "Calva", que significa "pelado, sin vegetación" y "rasa", que significa "llanura alta y despejada". La segunda parte del nombre se debe a la situación política en la que quedó encuadrada. Se podría decir que así el nombre significaría "llanura alta sin vegetación". Esto se puede deber a los altiplanos situados a escasa distancia del pueblo.

## Símbolos

### Escudo
El escudo heráldico que representa al municipio fue aprobado el 28 de diciembre de 2000 con el siguiente blasón:

«Escudo partido y medio cortado, siendo el principal el diestro, los medios cortados son siniestro, superior e inferior. Cuartel diestro: De gules, símbolos de haberse librado batalla, todos de plata. Cuartel siniestro superior: De azur con una peña de oro surmontada con una corona virginal, también de oro. Cuartel siniestro inferior: De plata, con tres encinas arrancadas, al natural, dos una. Timbre: De la casa Borbón reinante»

## Geografía
Calvarrasa de Arriba se encuentra en pleno Campo Charro, lo que le otorga un clima continental moderado. Sus grandes planicies y explanadas le permiten cultivar cereales de secano. Hay una zona de abruptos acantilados en la zona de la ermita de la Virgen de la Peña debido al paso de un río que ha ido erosionando todo la colina sobre la que está situado.

### Hidrografía
El pueblo de Calvarrasa de Arriba no es atravesado directamente por un río, pero sus alrededores cuentan con diferentes cuerpos de agua. El río Arroyo de la Ribera, pasa por la vertiente izquierda. Este río provocó por erosión, la explanada de los Arapiles y el abrupto relieve de la zona de la ermita de la Virgen de la Peña. En el pueblo hay una charca que mantiene el agua durante todo el año. Existe otra charca en el Camino del Encinar, de menos importancia y que pierde el agua en época estival.

### Transportes y comunicaciones
La localidad de Calvarrasa de Arriba tiene diferentes vías de comunicación, que la unen con los núcleos de población cercanos y la capital de provincia. La carretera más importante que la atraviesa es la CL-510, carretera que une Salamanca y Piedrahíta pasando por Alba de Tormes. Aparte, existe una carretera local, la DSA-106, que une este pueblo con el cercano Arapiles. Está comunicado por autobuses de la empresa MOGA con Salamanca, Alba de Tormes y otros diferentes pueblos. Antiguamente, estaba conectado con Salamanca por el Ferrocarril Vía de la Plata, aunque no contaba con estación o apeadero, ya que el núcleo de población se encontraba un poco distante del lugar por donde el tren pasaba.

## Historia

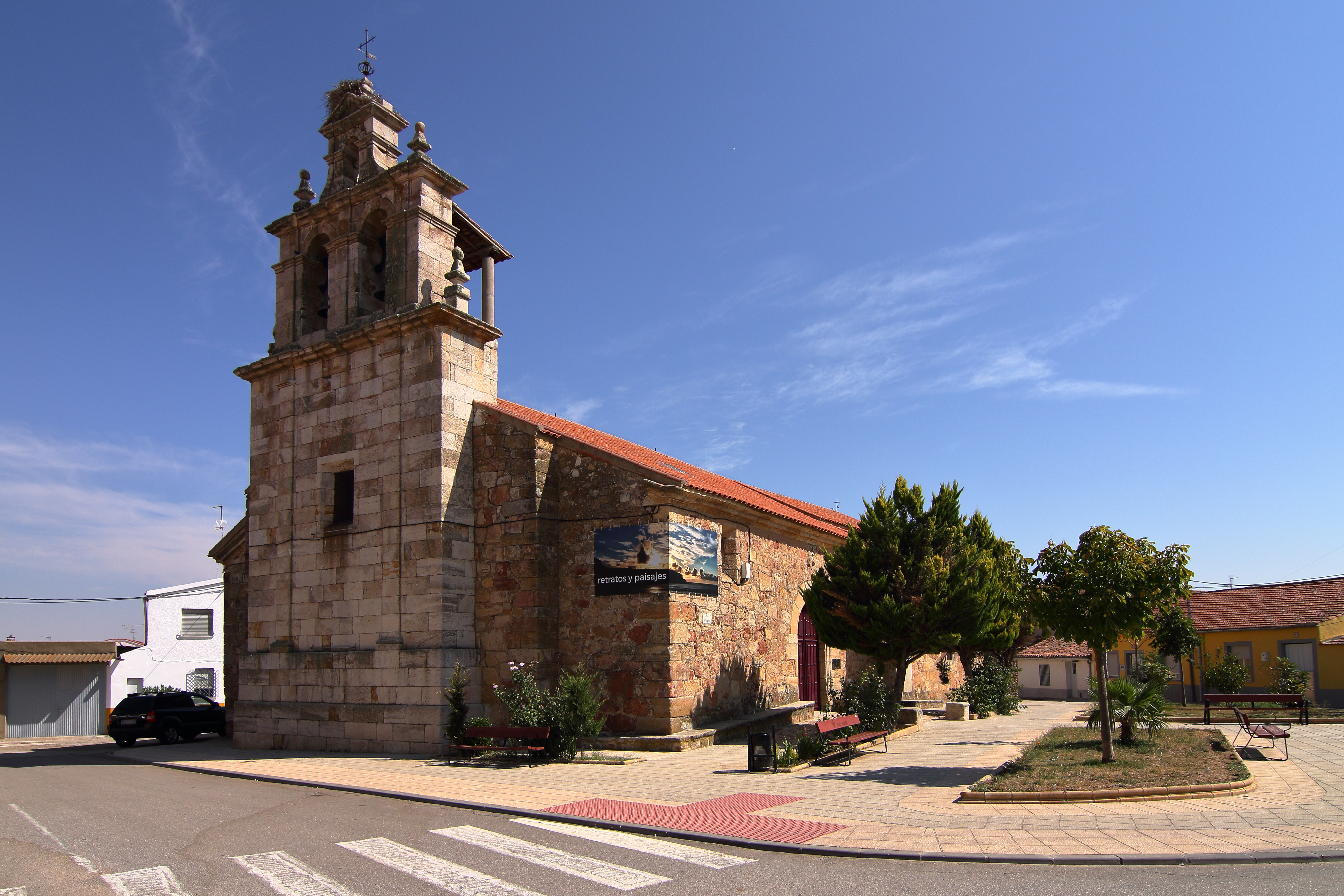
Iglesia de San Pedro Apóstol.

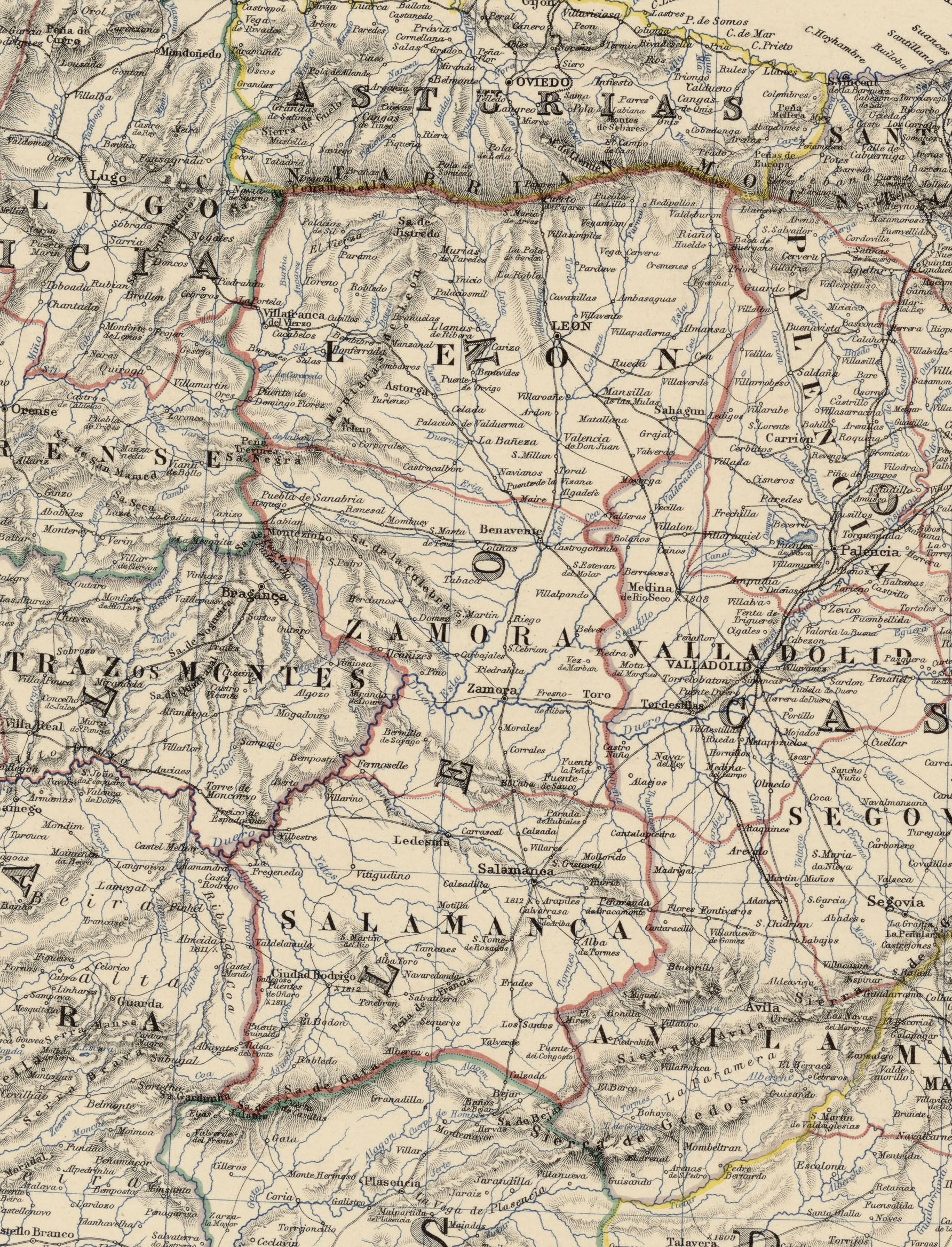
Detalle del mapa Spain & Portugal, realizado en 1864 por Keith Johnston, en el que se puede observar Calvarrasa de Arriba.

Fundado por los reyes de León en la Edad Media, Calvarrasa de Arriba quedó encuadrado en el cuarto de Peña del Rey de la jurisdicción de Salamanca, dentro del Reino de León, denominándose entonces "Calvarrasa de Genescal". En 1812, durante la Guerra de Independencia, tuvo lugar a escasos kilómetros de la localidad la Batalla de los Arapiles, que se saldó con una victoria aliada decisiva. Con la creación de las actuales provincias en 1833, Calvarrasa de Arriba quedó encuadrado en la provincia de Salamanca, dentro de la Región Leonesa. Posteriormente, en la guerra civil española, ocho proyectiles cayeron en las proximidades del pueblo y de la alquería de Otero de María Asensio.

## Geografía humana

### Demografía
Cuenta con una población de 615 habitantes (INE 2024).
| Gráfica de evolución demográfica de Calvarrasa de Arriba entre 1842 y 2021                                            |
| |
| Población de derecho según los censos de población del INE. Población de hecho según los censos de población del INE. |

### Transporte

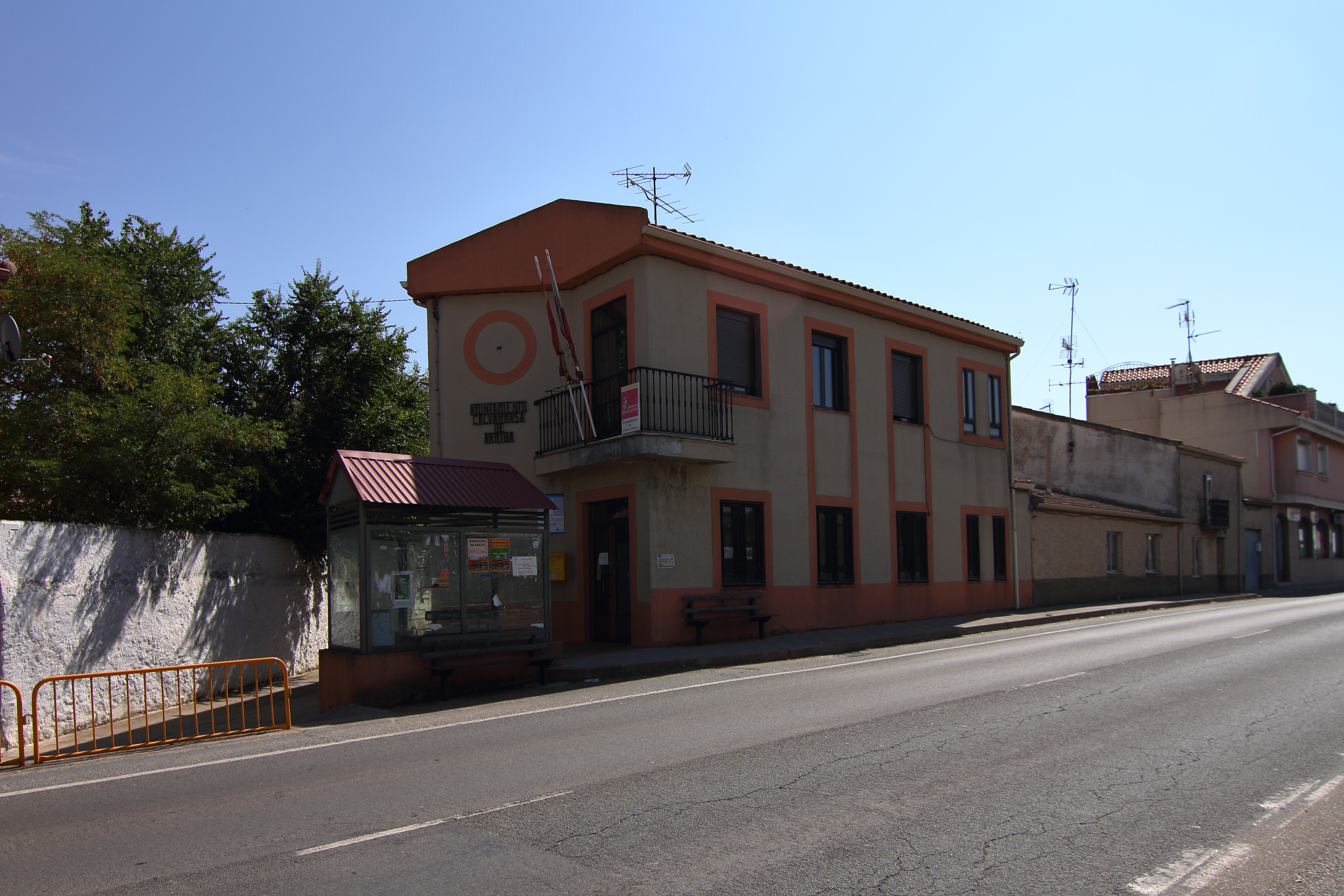
Casa consistorial.

El municipio está bien comunicado por carretera, atravesándolo en dirección norte-sur la carretera CL-510 que une Salamanca con Piedrahíta y permite el acceso a la autovía de la Cultura, facilitando así las conexiones con el resto del país. Destaca además la carretera DSA-106 que surge de la capital municipal en sentido sureste, permite comunicar con el vecino término de Arapiles y finaliza en un cruce que hace de unión a la carretera nacional N-630 que une Gijón con Sevilla, el acceso a la autovía Ruta de la Plata que tiene el mismo recorrido que la nacional y la carretera DSA-202 que conecta con Miranda de Azán, por lo que Calvarrasa tiene los accesos a dos importantes vías de comunicación situadas ambas a 6 km del centro del pueblo. 
En cuanto al transporte público se refiere, tras el cierre de la ruta ferroviaria de la Vía de la Plata, que pasaba por el vecino municipio de Arapiles, en el que tenía parada, no existen servicios de tren en el municipio ni en los vecinos, ni tampoco línea regular con servicio de autobús. Por otro lado el Aeropuerto de Salamanca es el más cercano, estando a unos 18 km de distancia.

### Economía
La economía de Calvarrasa de Arriba se basa en la agricultura y ganadería, aunque también hay actividades económicas correspondientes a los otros sectores económicos.

#### Agricultura y ganadería
La economía de Calvarrasa de arriba se basa en la agricultura y ganadería. Hay bastantes parcelas de cultivo de secano alrededor del pueblos y las alquerías. También hay ganadería bovina, ovina, porcina y equina

#### Industria
Hay diferentes cerrajeros, forjas y talleres artesanales en el pueblo y sus alrededores.

#### Sector servicios
El sector servicios se establece en el pueblo con los diferentes bares que hay a lolargo de la carretera CL-510
- Bar Bala
- Bar Los Yugos
- Bar La Peña

En la misma carretera CL-510, al salir del pueblo, hay una gasolinera a mano derecha.

## Administración y política
La actual alcaldía está gobernada por el PSOE y el actual alcalde es Julián Mateos. La alcaldía ha ido variando de posición a lo largo de las difenrentes elecciones, aunque los únicos partidos políticos que han gobernado hasta la fecha han sido el PP y el PSOE.
| Partido político                                         | 2019  | 2019  | 2019       | 2015  | 2015  | 2015       | 2011  | 2011  | 2011       | 2007  | 2007  | 2007       | 2003  | 2003  | 2003       |
| Partido político                                         | %     | Votos | Concejales | %     | Votos | Concejales | %     | Votos | Concejales | %     | Votos | Concejales | %     | Votos | Concejales |
| Partido Socialista Obrero Español (PSOE)                 | 55,26 | 231   | 4          | 53,60 | 231   | 4          | 50,33 | 227   | 4          | 51,27 | 242   | 4          | 33,06 | 162   | 2          |
| Partido Popular (PP)                                     | 43,06 | 180   | 3          | 45,01 | 194   | 3          | 48,12 | 217   | 3          | 47,46 | 224   | 3          | 42,24 | 207   | 3          |
| Agrupación de Electores por Calvarrasa de Arriba (AEPCA) | —     | —     | —          | —     | —     | —          | —     | —     | —          | —     | —     | —          | 22,86 | 112   | 2          |

## Monumentos y lugares de interés
- Ermita de la Virgen de la Peña: Ermita barroca bajo la advocación de la Virgen de la Peña. Cuenta la leyenda que la Virgen de la Peña fue robada y situada en la zona de la Batalla de los Arapiles.
- Iglesia de San Pedro Apóstol: Iglesia situada en la Plaza Mayor de Calvarrasa de Arriba. Bajo la advocación de San Pedro Ápostol, se celebran las fiestas en su nombre el día 29 de junio.
- Plaza de toros: datada del siglo I. Tiene forma cuadrada y está hecha de piedra. No consta de gradas y se realizan pocos festejos taurinos.
- Silo de agua: con forma ovoidal en su parte alta, proporciona agua a Calvarrasa de Arriba y a los pueblos de alrededor.

## Cultura

### Literatura
Recibió el año pasado el festival "Danzar de los Danzares" y está en espera de realizarse otra vez, ya que fue un verdadero éxito.

### Fiestas

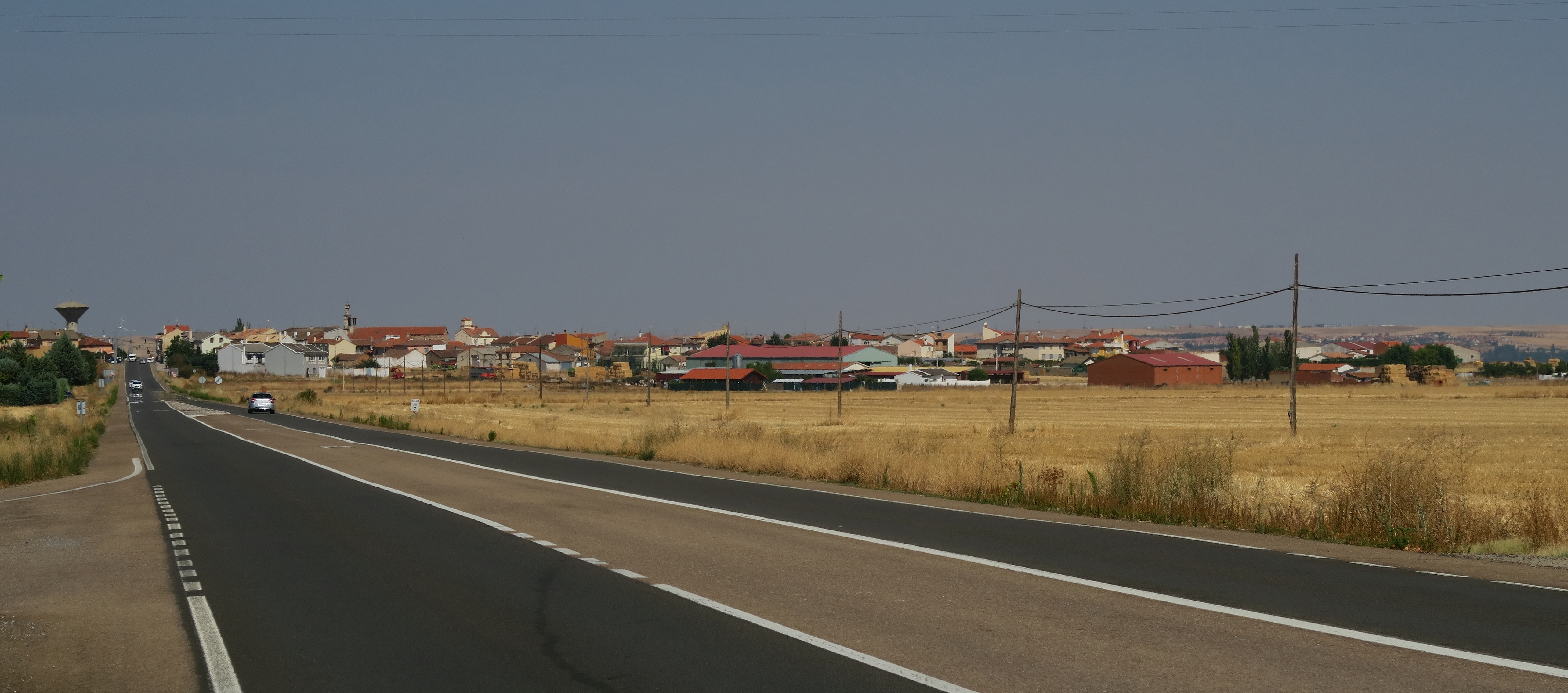
Vista desde la carretera.

Las fiestas en Calvarrasa se celebran en honor a la Virgen de la Peña y San Pedro. En las dos fechas, se celebran procesiones, bailes, verbenas y paellas populares. En las dos fechas, hay una arraigada veneración a los santos, ya que la mayoría de la población es católica.

### Folklore y música
Hay una copla popular que dice así:

"Los de calvarrasa sabemos cantar,
Empinar el codo y también trabajar.
Si estamos de farra en cualquier lugar,
Allí la alegría se hace notar."

## Deportes
El pueblo consta de piscinas, un pabellón y varios parques. Las piscinas abren en verano, tienen dos piscinas (grande y pequeña) y un bar. El pabellón está abierto durante todo el año, pero hay que reservar antes al Ayuntamiento de Calvarrasa de Arriba.

### Parques
Hay diferentes parques en Calvarrasa de Arriba. Destaca el de Hoyo Maza, que consta de columpios, toboganes y castillos. El segundo parque está en la trasera del Pabellón Municipal y cuenta con máquinas biosaludables.

### Fútbol
El pueblo tiene un equipo llamado CF Calvarrasa de Arriba, que juega sus partidos en el Monumental de la Peña.

### Ciclismo
Se puede llegar a Calvarrasa de Arriba por la Vía Verde Ruta de la Plata Carbajosa de la Sagrada-Alba de Tormes, que pasa al lado de los Arapiles.